# Sixpence None the Richer

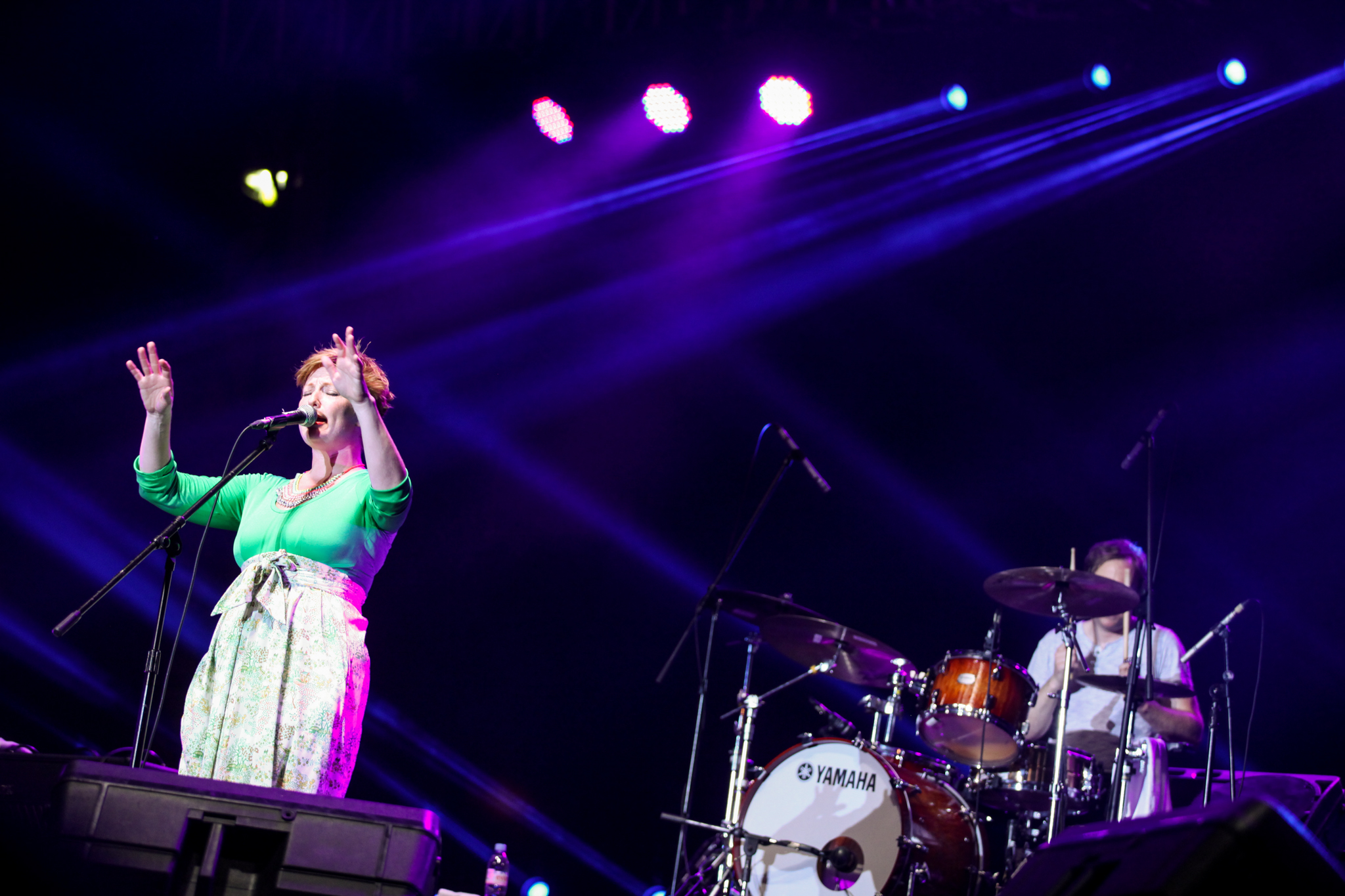
Sixpence None the Richer (2013)

Sixpence None the Richer (dt. für in etwa ... um keinen Deut reicher) ist eine amerikanische Pop-/Rock-Band aus Texas, die sich in Nashville niederließ. Bekannt wurde sie durch die Songs Kiss Me (1999 verwendet im Film Eine wie keine, 2005 in Be cool und 2015 in der Werbung für Coca Cola Life) und There She Goes, eine Coverversion des Hits von The La’s.
Die Band besteht seit den frühen 1990er-Jahren. Die christlich orientierte Band benannte sich nach einer Textpassage aus C. S. Lewis’ Buch Christentum schlechthin (Mere Christianity).
Ab Ende 2004 gingen die Mitglieder zunächst eigene Wege und veröffentlichten teilweise auch Soloalben. Im Herbst 2007 formierte sich die Gruppe wieder.

## Bandgeschichte

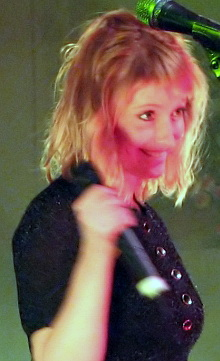
Sängerin Leigh Nash (2007)

Gitarrist und Songwriter Matt Slocum traf Sängerin Leigh Anne Bingham Nash in den frühen 1990er Jahren. Sie nahmen zusammen ein Demoband auf, das heute unter dem Titel The Original Demos im Umlauf ist; 1993 folgte ein Album, The Fatherless and the Widow für das Label R.E.X. Music. Auf dem Album war Schlagzeuger Chris Dodds von Slocums vorheriger Band Love Coma dabei, der sich kurz nach Erscheinen des Albums der neuen Band anschloss. Dazu kamen Gitarristin Tess Wiley, Bassist J. J. Plasencio und Schlagzeuger Dale Baker, die auf dem Album This Beautiful Mess (1995) zu hören waren.
1997 schloss die Band einen Vertrag mit dem Musiklabel Squint Entertainment und brachte das Album Sixpence None the Richer heraus, das das Interesse eines breiteren Publikums weckte. Ende 1998 wurde Kiss Me als Single veröffentlicht. Der Song wurde ein Hit auf beiden Seiten des Atlantiks und verfehlte nur knapp die Nummer-eins-Position in den USA. Kiss Me war auch in dem Film „Eine wie keine“ zu hören, 2001 tauchte er auch in dem Film Nicht noch ein Teenie-Film auf. In einer Episode der Fernsehserie Dawson’s Creek wurde der Song ebenfalls verwendet.
Anfang 2012 erschien eine Coverversion in einem Werbespot der Drogeriemarktkette Bipa.
Im Frühjahr 1999 nahm die Band eine Coverversion von There She Goes von den The La’s auf, die ihre zweite Hitsingle wurde. Diese Aufnahme wurde auch der Wiederveröffentlichung ihres Albums Sixpence None the Richer hinzugefügt, das nun ebenfalls in die Charts kam und letztlich mit einer Platin-Schallplatte ausgezeichnet wurde. Dieser Song wurde in Deutschland auch durch die Serie Mein Leben & Ich bekannt, da er zu Anfang jeder Folge im Hintergrund zu hören ist.
Die Band hatte schon ein Nachfolgealbum aufgenommen, doch ihre Plattenfirma hatte Probleme und wurde erst viel später von Word Records gekauft. Erst im Oktober 2002 wurde deshalb ein neues Album, Divine Discontent, veröffentlicht. Es unterschied sich erheblich von der Version, die ursprünglich erscheinen sollte – die Stücke, die von den 1999er-Sessions nicht darauf waren, tauchten fast alle später auf Singles oder Kompilationen auf.
Die Band nahm im Lauf der nächsten Jahre einige Coverversionen auf, die auf diversen Tributalben oder Kompilationen erschienen, darunter Lieder der Beach Boys, des Electric Light Orchestra, von Sam Phillips, Crowded House, Pat Boone, Vera Lynn, Petra, ABBA oder U2.
Am 26. Februar 2004 gab Matt Slocum in einem offenen Brief an das Contemporary Christian Music Magazine bekannt, dass die Gruppe sich aufgelöst habe.
Am 22. Juli 2004 berichtete CCMBuzz, dass Matt Slocum mit Lindsay Jamieson (ehemals Departure Lounge) und Sam Ashworth eine neue Band gegründet habe: die Astronaut Pushers. John Davis (vormals bei Superdrag) schloss sich der Band 2005 an. Leigh Nash machte als Solokünstlerin weiter und veröffentlichte 2006 ein erstes Album.
Im November 2007 beschlossen Leigh Nash und Matt Slocum, die Gruppe neu zu beleben. 2008 wurden die EP My Dear Machine und das Album The Dawn of Grace veröffentlicht.

## Sonstiges
Der Titel des 1995er-Albums war 2001 die Vorlage für die Umbenennung von Subatlantic Starfish in This Beautiful Mess.

## Diskografie

### Alben
- 1994: The Fatherless and the Widow
- 1995: This Beautiful Mess
- 1997: Sixpence None the Richer
- 2002: Divine Discontent
- 2008: The Dawn of Grace
- 2012: Lost in Transition

### Singles
- 1999: Kiss Me
- 1999: There She Goes
- 2003: Don’t Dream It’s Over

## Auszeichnungen für Musikverkäufe
| Goldene Schallplatte - Belgien - 1999: für die Single Kiss Me - Dänemark - 2023: für die Single Kiss Me - Italien - 2021: für die Single Kiss Me - Japan - 2015: für die Single Kiss Me - Kanada - 1999: für das Album Sixpence None the Richer | Platin-Schallplatte - Australien - 1999: für die Single Kiss Me - Spanien - 2024: für die Single Kiss Me 3× Platin-Schallplatte - Neuseeland - 2024: für die Single Kiss Me |

Anmerkung: Auszeichnungen in Ländern aus den Charttabellen bzw. Chartboxen sind in ebendiesen zu finden.
| Land/RegionAuszeichnungen für Musikverkäufe (Land/Region, Auszeichnungen, Verkäufe, Quellen) | Gold     | Platin       | Verkäufe  | Quellen             |
| -------------------------------------------------------------------------------------------- | -------- | ------------ | --------- | ------------------- |
| Australien (ARIA)                                                                            | —        | Platin1      | 70.000    | aria.com.au         |
| Belgien (BRMA)                                                                               | Gold1    | —            | 25.000    | ultratop.be         |
| Dänemark (IFPI)                                                                              | Gold1    | —            | 45.000    | ifpi.dk             |
| Italien (FIMI)                                                                               | Gold1    | —            | 35.000    | fimi.it             |
| Japan (RIAJ)                                                                                 | Gold1    | —            | 100.000   | riaj.or.jp          |
| Kanada (MC)                                                                                  | Gold1    | —            | 50.000    | musiccanada.com     |
| Neuseeland (RMNZ)                                                                            | —        | 3× Platin3   | 90.000    | radioscope.co.nz    |
| Spanien (Promusicae)                                                                         | —        | Platin1      | 60.000    | elportaldemusica.es |
| Vereinigte Staaten (RIAA)                                                                    | 2× Gold2 | 4× Platin4   | 5.000.000 | riaa.com            |
| Vereinigtes Königreich (BPI)                                                                 | —        | 2× Platin2   | 1.200.000 | bpi.co.uk           |
| Insgesamt                                                                                    | 7× Gold7 | 11× Platin11 |           |                     |